# BrahMos II
Il BrahMos II è un missile da crociera universale, di fabbricazione indo-russa, sviluppato a partire dagli anni 2010 dalla BrahMos Aerospace, joint venture nata dalla comunione di intenti tra NPO Mashinostroyeniya e DRDO, per conto della Marina indiana.
Progettato col compito primario di neutralizzare unità navali di grandi dimensioni, il BrahMos II è stato adattato anche colpire obiettivi collocati sulla terraferma; derivato dalla versione supersonica BrahMos, il BrahMos II è stato adattato per essere lanciato da una molteplicità di piattaforme tra cui unità navali di superficie, lanciatori costieri e velivoli ad ala fissa.
Al 2021 è in fase di test.

## Versioni
- BrahMos-II versione ipersonica del BrahMos, in fase di sviluppo; in servizio non prima del 2024.

## Utilizzatori
India
- Bhāratīya Nāu Senā
- Bhāratīya Vāyu Senā
- Bhāratīya Thalsēnā

dal 2024